# Крецкая, Альбина Анатольевна
Альбина Анатольевна Крецкая (18 ноября 1968) — российская футболистка, защитница, футбольный арбитр.

## Биография
В середине 1990-х годов выступала в высшей лиге России в составе клуба «Лада» (Тольятти). Бронзовый призёр чемпионата России 1996 года.
В дальнейшем стала линейным арбитром футбольных матчей, имеет категорию ассистента ФИФА (2000). Представляла город Тольятти. Работала на играх высшей лиги России, в финальном матче Кубка России 2013 года ассистентом в бригаде Марины Мамаевой, а также на матчах молодёжного первенства России среди мужчин. После окончания судейской карьеры работала инспектором матчей.
Принимала участие в ветеранских турнирах.